# Alan Milward

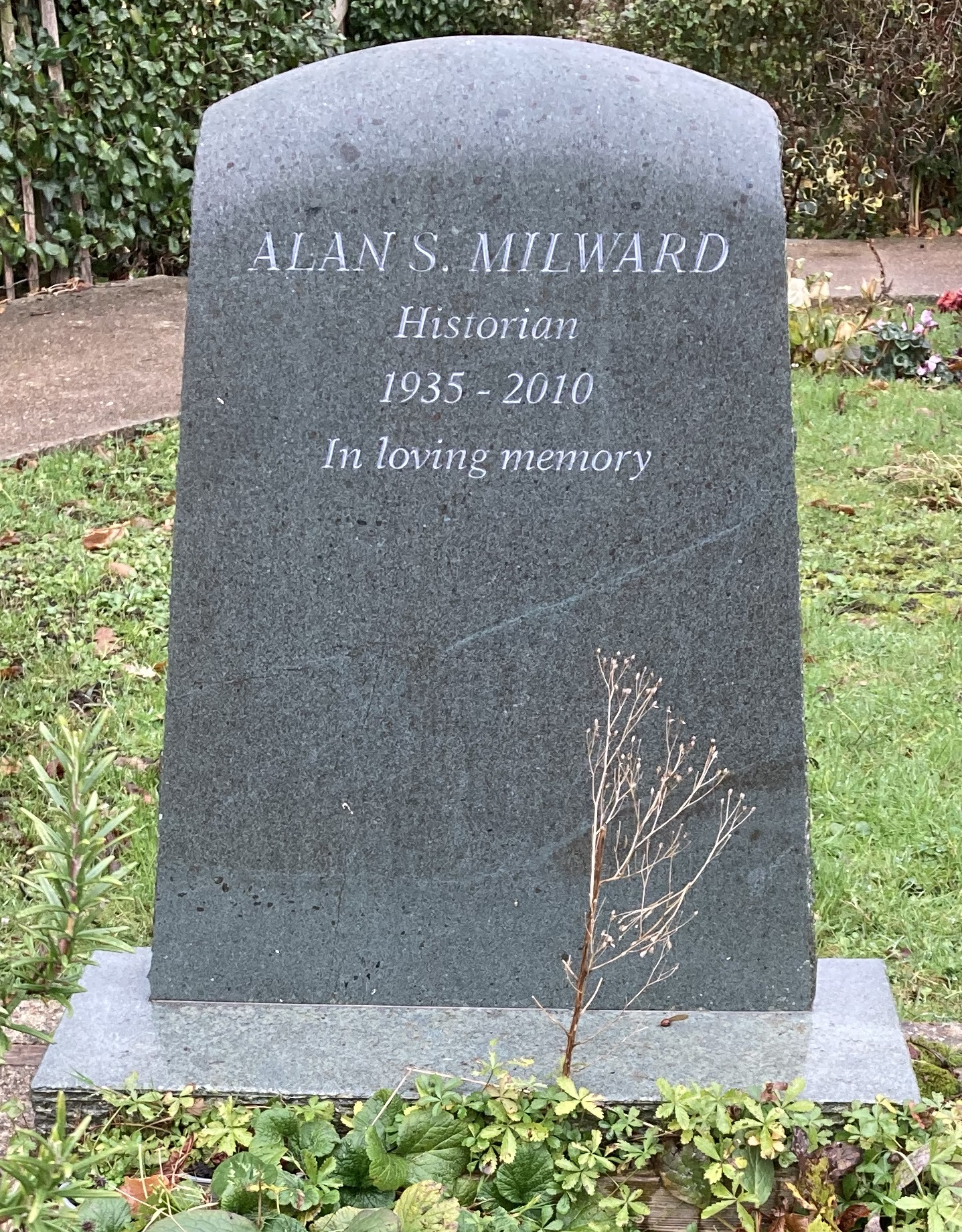
Grab von Alan Milward auf dem Highgate-Friedhof, London

Alan Steele Milward (* 19. Januar 1935 in Stoke-on-Trent; † 28. September 2010) war ein britischer Wirtschaftshistoriker. Er wurde 1987 zum Fellow of the British Academy gewählt.

## Biografie
Alan Steele Milward wurde am 19. Januar 1935 in Stoke-on-Trent geboren. Er wuchs in einfachen Verhältnissen auf, sein Vater arbeite als Postangestellter. Nach der Grammar School konnte er dank eines Stipendiums Geschichte am University College London studieren. Er promovierte 1960 an der London School of Economics über die deutsche Rüstungsindustrie im Zweiten Weltkrieg. Für seine Forschung zur europäischen Wirtschaftsgeschichte war es hilfreich, dass er neben seiner Muttersprache auch die französische, deutsche, italienische und norwegische Sprache beherrschte.
Als Margaret Thatcher Premierministerin wurde trat er in die Labour Party ein. Nach der Promotion lehrte er kurzzeitig Indische Archäologie an der School of Oriental and African Studies. Ab 1960 lehrte er Wirtschaftsgeschichte an der Edinburgh University. Dort lernte er seine erste Frau Claudine Lemaître kennen. Ab 1965 lehrte er Gemeinschaftskunde an der East Anglia University’s School. Ab 1969 arbeitete er als Professor für Wirtschaftswissenschaften in Stanford. Ab 1972 arbeitet er als Professor für europäische Studien am European Studies University of Manchester Institute of Science and Technology. Dort lernte er auch seine spätere zweite Frau Frances Lynch kennen. Von 1983 bis 1986 und von 1996 bis 2003 arbeitete er als Professor für die Geschichte der Europäische Einigung am European University Institute in Florenz. Von 1986 bis 1996 arbeitete er als Professor für Wirtschaftsgeschichte an der London School of Economics and Political Science.
Seit der Gründung in 1982 war er Mitglied im EU Liaison Committee of Historians.
Er wurde 1987 zum Fellow of the British Academy gewählt.
1993 wurde er zum offiziellen Historiker des Cabinet Office (Vereinigtes Königreich) ernannt.

## Ausgewählte Werke
- The German Economy at War (1965) (dt. „Die deutsche Kriegswirtschaft 1939–1945“, 1966)
- The New Order and the French Economy (1970)
- The Economic Effects of the Two World Wars on Britain (booklet) (1971; überarbeitet und wiederveröffentlicht 1984)
- The Fascist Economy in Norway (1972)
- War, Economy and Society, 1939–1945 (1977, wiederveröffentlicht 1987)
- The Reconstruction of Western Europe, 1945–51 (1984; wiederveröffentlicht 1987)
- The European Rescue of the Nation-State (1992)
- The Frontier of National Sovereignty: History and Theory, 1945–92 mit Ruggero Ranieri and Frances M.B. Lynch (1994)
- Britain’s Place in the World: A Historical Enquiry into Import Controls 1945–60 (Routledge Explorations in Economic History) mit George Brennan (1996)
- Politics and Economics in the History of the European Union (The Graz Schumpeter Lectures) (2005, nachgedruckt 2012)
- The Rise and Fall of a National Strategy: The UK and The European Community: Volume 1 (2002, nachgedruckt 2012)
- The Economic Development of Continental Europe 1780–1870 mit Berrick Saul (1973; nachgedruckt 2012)
- The Development of the Economies of Continental Europe 1850–1914 mit Berrick Saul (1977; nachgedruckt 2012)